# Харолд Фалтермајер
Харолд Фалтермајер (Минхен, 5. октобар 1952) немачки је музичар и композитор.
Познат је по компоновању музике за филмове 80-их година 20. века у синтпоп стилу. Најпознатије филмске композиције су му Axel F из филма Полицајац са Беверли Хилса и Top Gun Anthem за филм Топ ган.
Као музичар, аранжер и продуцент, Фалтермајер је сарађивао са многим међународним поп звездама: Доном Самер, Амандом Лир, Пети Лабел, Барбром Страјсенд, Глен Фреј, Блонди, Лором Браниган, Ла Тојом Џексон, Билијем Ајдолом, Бобом Сигером, Крисом Томпсоном, Бони Тајлер и Пет шоп бојсима.
Освојио је две награде Греми: 1986. за најбољи албум и оригиналну музику у филму Полицајац са Беверли Хилса; 1987. са гитаристом Стивом Стивенсом за најбољи поп инструментал у филму Топ ган.